# 任天堂DS家族
| 2004 | 任天堂DS      |
| 2005 |               |
| 2006 | 任天堂DS Lite |
| 2007 |               |
| 2008 | 任天堂DSi     |
| 2009 | 任天堂DSi XL  |

任天堂DS家族是任天堂开发，并於2004年起推出的掌上游戏机家族。前代機種為Game Boy家族，後續由任天堂3DS家族取代。

## 概要
DS家族最初作为附属Game Boy家族的实验性平台，但随后成为了任天堂旗舰掌机设备家族。其后继为任天堂3DS家族。

## 任天堂DS家族

### 任天堂DS
任天堂DS是日本電玩遊戲生產商，任天堂公司開發的攜帶型掌上遊樂器。DS是Dual Screen（雙螢幕）的縮寫。主要的特徵包括了雙螢幕顯示，其中下方的螢幕為觸控式螢幕；並配備有麥克風聲音輸入裝置和 Wi-Fi 無線網路功能。
北美地區在2004年11月21日發售任天堂DS，日本接著於12月2日上市。台灣於12月13日正式發售。而歐洲則在翌年2005年3月11日發售。中国大陆由任天堂合資廠商神遊科技使用「iQue DS（iDS）」的名稱推出，於2005年7月23日發售，定價為人民幣1,518元（包含GBA、NDS遊戲各一款）。
在2006年7月底，任天堂正式宣佈DS主機的日本銷量突破1000萬大關，為日本電玩史上銷售最快的主機。至2008年12月底，任天堂DS全球銷售量即將突破9700萬部，其中日本2561萬部，美國3217萬部，歐洲及其他地區3976萬部，即一星期平均銷售約40萬部。在2009年末，DS系列已經達到1.3億的主機銷量，打破先前自家Game Boy的銷量紀錄，成為全世界最高銷量的掌上遊戲機。

### 任天堂DS Lite
任天堂DS Lite是任天堂DS的上級機種位置。基本的性能上維持於原本的狀態，為了提高攜帶方便性而更加小型輕量化，外觀設計也換新。發售時原本是以「任天堂DS的上級機種」為由，和從來的DS並行販售，但因為DS爆發性熱潮的幫助，與相同發售過程的Game Boy Advance和Game Boy Advance SP同樣的，現在實際上以任天堂DS的後繼機進行生產、普及。
日本於2006年3月2日、澳洲於6月1日、美國於6月11日、歐洲於6月23日、中國大陸是以iQue DS Lite的名稱於6月29日、韓國於2007年1月18日發售。
售价方面，日本地區的建議售價為16800日圓（含稅）。中國大陸版“iQue DS Lite”(iDSL)建議售價1198元人民幣，台灣版建議售價為4800新台幣。北美地區版本建議售價為129.99美元。

### 任天堂DSi
任天堂DSi是任天堂DS及任天堂DS Lite的上級機種，也是任天堂DS系列的第三代機種。本機名稱任天堂DSi中所使用的小寫英文字母i是英語用作第一人稱的「I」，即「我」的意思，與另一任天堂家用遊戲機Wii所代表的「We」，即「我們」的意思相對，而DSi就是My DS，即「我的DS」，一人一機的意思。
本遊戲機於2008年11月1日於日本發售，2009年4月5日和2009年4月3日分别于美国及欧洲地区发售，神游科技在2009年12月17日于中国大陆发售“iQue DSi”。2010年4月15日于韩国发售。
任天堂DSi有衍生机型任天堂DSi LL/XL。最大特色為雙螢幕尺寸加大。解析度和功能上則無任何差異。任天堂DSi LL/XL將會與DSi並行發售，用戶可以自行決定購買何種版本。

## 比较
| 初期定價   | JP¥20,000 US$189.99 EUR€179.99 GBP£159.99 AU$299.95 | JP¥18,900 US$169.99 EUR€169.99 GBP£149.99 AU$299.95 KR₩198,000 | JP¥16,800 US$129.99 EUR€149.99 GBP£99.99 AU$199.95 KR₩150,000 | JP¥15,000 US$149.99 EUR€149.99 GBP£99.99 AU$199.95 KR₩150,000                                                                                                   |                                       |                                       |
| 重量       | 314g | 214g | 218g | 275g |                                       |                                       |
| 螢幕       | 4.2吋、256 x 192 px、可顯示色約26萬色 | 3.25吋、256 x 192 px、可顯示色約26萬色 | 3.0吋、256 x 192 px、可顯示色約26萬色 | 3.0吋、256 x 192 px、可顯示色約26萬色 |                                       |                                       |
| 螢幕       | 16位元（高彩色） 色彩深度 | | | |                                       |                                       |
| 螢幕       | 5段亮度調整 | 5段亮度調整 | 4段亮度調整 | 背光開關功能 |                                       |                                       |
| 電池       | 13-17小時（最低亮度）（1050 mAh） | 9-14小時（最低亮度）（840 mAh） | 15-19小時（最低亮度）（1000 mAh） | 6-10小時（850 mAh） |                                       |                                       |
| 相機       | 前後鏡頭，30萬畫素（VGA） | 前後鏡頭，30萬畫素（VGA） | 無相機鏡頭 | 無相機鏡頭 |                                       |                                       |
| 實體按鍵   | - A、B、X、Y按鍵 - 十字鍵 - L、R按鍵 - START按鍵 - SELECT按鍵 - 觸控式螢幕 - 音量滑桿/按鈕 - 電源滑桿/按鈕 | - A、B、X、Y按鍵 - 十字鍵 - L、R按鍵 - START按鍵 - SELECT按鍵 - 觸控式螢幕 - 音量滑桿/按鈕 - 電源滑桿/按鈕                                                                             | - A、B、X、Y按鍵 - 十字鍵 - L、R按鍵 - START按鍵 - SELECT按鍵 - 觸控式螢幕 - 音量滑桿/按鈕 - 電源滑桿/按鈕                                                               | - A、B、X、Y按鍵 - 十字鍵 - L、R按鍵 - START按鍵 - SELECT按鍵 - 觸控式螢幕 - 音量滑桿/按鈕 - 電源滑桿/按鈕                                                      |                                       |                                       |
| 輸入及通訊 | 內建802.11b/g、麥克風 | 內建802.11b/g、麥克風 | 內建IEEE 802.11b（僅支援WEP）、麥克風 | 內建IEEE 802.11b（僅支援WEP）、麥克風 | 內建IEEE 802.11b（僅支援WEP）、麥克風 | 內建IEEE 802.11b（僅支援WEP）、麥克風 |
| 卡匣插槽   | DSi/DS、SD | DSi/DS、SD | DS、Game Boy Advance | DS、Game Boy Advance |                                       |                                       |
| 儲存空間   | 內建256 MB NAND快閃記憶體，可使用SD/SDHC储存卡擴充 | 內建256 MB NAND快閃記憶體，可使用SD/SDHC储存卡擴充 | 內建256 KB NAND快閃記憶體 | 內建256 KB NAND快閃記憶體 |                                       |                                       |
| 記憶體     | 16 MB SRAM | 16 MB SRAM | 4 MB（中国大陆版iQue DS扩充至10 MB） SRAM，可使用Game Boy Advance插槽擴充                                                                                                | 4 MB（中国大陆版iQue DS扩充至10 MB） SRAM，可使用Game Boy Advance插槽擴充                                                                                       |                                       |                                       |
| 處理器     | 133 MHz ARM9 and 33 MHz ARM7 | 133 MHz ARM9 and 33 MHz ARM7 | 67 MHz ARM9 and 33 MHz ARM7 | 67 MHz ARM9 and 33 MHz ARM7 |                                       |                                       |
| 圖形       | 任天堂自行研發 | 任天堂自行研發 | 任天堂自行研發 | 任天堂自行研發 |                                       |                                       |
| 遊戲卡匣   | 目前最大容量為4Gbit（4 Giga Bit，512MB） | 目前最大容量為4Gbit（4 Giga Bit，512MB） | 目前最大容量為4Gbit（4 Giga Bit，512MB） | 目前最大容量為4Gbit（4 Giga Bit，512MB） |                                       |                                       |
| 尺寸       | 寬161mm 深91.4mm 高21.2mm | 寬137mm 深74.9mm 高18.9mm | 寬133mm 深73.9mm 高21.87mm | 寬148.7mm 深84.7mm 高28.9mm |                                       |                                       |
| 觸控筆     | 長129.3mm 寬10mm （書寫型觸控筆） | 長92mm 寬4.9mm | 長87.5mm 寬4.9mm | 長75mm 寬4mm |                                       |                                       |
| 區域限制   | 包含任天堂DSi獨家功能的任天堂DS軟體和DSiWare有區域限制 | 包含任天堂DSi獨家功能的任天堂DS軟體和DSiWare有區域限制 | 任天堂DS軟硬體皆無區域限制 | 任天堂DS軟硬體皆無區域限制 |                                       |                                       |
| 商品內容   | - DSiLL主機 1 部 - AC變壓器（WAP-002） 1 個 - DSiLL專用觸控筆 1 支 （已預先收在主機上） - DSiLL專用書寫型觸控筆 1 支 （無法收在主機上） - 使用說明書及保證書 1 份 | - DSi主機 1 部 - AC變壓器（WAP-002） 1 個 - DSi專用觸控筆 2 支 （1 支已預先收在主機上） - 使用說明書及保證書 1 份                                                                      | - DSL主機 1 部 - AC變壓器（USG-002） 1 個 - DSL專用觸控筆 2 支 （1 支已預先收在主機上） - GBA卡槽防塵蓋 （已預先收在主機上） - DSL專用白色吊繩 - 使用說明書及保證書 1 份 | - DS主機 1 部 - AC變壓器（NTR-002） 1 個 （與GBA SP用AC變壓器規格相同） - DS專用觸控筆 2 支 （1 支已預先收在主機上） - DS專用黑色吊繩 - 使用說明書及保證書 1 份 |                                       |                                       |
| 內建軟體   | - 任天堂DSi相機 - 任天堂DSi音樂 - 任天堂DSi商店 - 塗鴉聊天室 - 下載通訊 - 便攜筆記 - 任天堂DSi網頁瀏覽器 - 系統設定 - 明鏡國語：樂引辭典（日本限定） - 腦力強化訓練 理科篇（日本限定） - 腦力強化訓練 文科篇（日本限定） - 腦力強化訓練 數學篇（北美、歐洲/澳洲限定） - 腦力強化訓練 藝術與文學篇（北美、歐洲/澳洲限定） - 任天堂DSi時鐘 相片版（北美、歐洲/澳洲限定） | - 任天堂DSi相機 - 任天堂DSi音樂 - 任天堂DSi商店 - 塗鴉聊天室 - 下載通訊 - 便攜筆記（較早出廠的产品並不內建，需自行下載） - 網頁瀏覽器（較早出廠的产品並不內建，需自行下載） - 系統設定 | - 塗鴉聊天室 - 下載通訊 - 系統設定 | - 塗鴉聊天室 - 下載通訊 - 系統設定 |                                       |                                       |
| 機種       | 任天堂DSi LL | 任天堂DSi | 任天堂DS Lite | 任天堂DS |                                       |                                       |